# 内側胸筋神経
内側胸筋神経（ないそくきょうきんしんけい、英語: medial pectoral nerve）は腕神経叢（C8～Th1）前枝から出て中・下神経幹を通って前方に走行する神経で、内側神経束を通り、大胸筋胸筋肋骨部と小胸筋に分布し、停止する。外側胸筋神経と合わせて胸筋神経といったりもする。

## 支配筋
- 大胸筋胸筋肋骨部
- 小胸筋